# ジャック・ツーボン
ジャック・ツーボン（トゥーボン、Jacques Toubon、1941年6月29日 - ）は、フランスの政治家。
ニース出身。1981年、共和国連合から国民議会議員に立候補し当選する。1978年、共和国連合副幹事長。1983年、パリ市長であったジャック・シラクの下で助役兼パリ13区長となる。1984年、共和国連合幹事長に就任。1993年から文化大臣、1995年から司法大臣を歴任した。文化相時代には、「ツーボン法」（Toubon Law）の名称で知られる、フランス語の使用に関する法律を制定した。2001年13区長を落選し、翌2001年国民議会議員選挙でも落選した。2004年にイル＝ド＝フランス地域圏から欧州議会議員に当選し、2009年まで在職した。欧州議会では、保守系の欧州人民党に所属した。フランス国内では、共和国連合を経て、国民運動連合に所属した。